# Milan Orlowski
Milan Orlowski (* 7. září 1952 Praha) je slavný český stolní tenista a bývalý reprezentant Československa. Vicemistr světa, mistr Evropy, zasloužilý mistr sportu a člen Síně slávy českého stolního tenisu.
Jednalo se o ofenzivního hráče s tvrdým a přesným forehandem, atleticky a silově disponovaného, který byl známý svou bojovností. Na rozdíl od většiny útočníků používal na backhandu pálky potah typu „sendvič“, neboť prakticky nehrál backhandový topspin.
V roce 1974 se stal mistrem Evropy ve dvouhře, zároveň dosáhl v tomto roce nejlepšího umístění na žebříčku ITTF – 3. místo celosvětově a 1. místo mezi evropskými hráči. Během celých sedmdesátých let a první poloviny let osmdesátých patřil ke světové špičce (pohyboval se v první desítce světového žebříčku).

## Dosažené úspěchy
- 1969 – juniorský mistr Evropy ve dvouhře
- 1974 – mistr Evropy ve dvouhře
- 1975 – bronzová medaile na mistrovství světa v soutěži družstev
- 1977 – vítězství v turnaji TOP 12
- 1978 – mistr Evropy ve čtyřhře mužů
- 1979 – bronzová medaile na mistrovství světa v soutěži družstev
- 1980 – mistr Evropy ve smíšené čtyřhře
- 1981 – bronzová medaile na mistrovství světa v soutěži družstev
- 1983 – vítězství v turnaji TOP 12
- 1985 – stříbrná medaile na mistrovství světa ve čtyřhře mužů spolu s Jindřichem Panským